# Primula finmarchica
Primula finmarchica är en viveväxtart som beskrevs av Nikolaus Joseph von Jacquin. Primula finmarchica ingår i släktet vivor, och familjen viveväxter. Inga underarter finns listade i Catalogue of Life.